# 마쓰다이라 요리사다 (1664년)
마쓰다이라 요리사다(일본어: 松平頼貞, 1664년 2월 21일 ~ 1744년 9월 9일)는 에도 시대의 다이묘로, 히타치 누카다번 제2대 번주, 무쓰 모리야마번의 초대 번주이다. 관위는 종4위하, 시종, 다이가쿠노카미, 소장이다.
누카다 번 초대 번주 마쓰다이라 요리모토의 아들로 태어났으며, 미토번 초대 번주 도쿠가와 요리후사의 손자이자 미토 번 제2대 번주 도쿠가와 미쓰쿠니의 조카이다. 1693년, 아버지 요리모토가 죽자 그 뒤를 이어 누카다번주가 되었다. 1700년 음력 9월 25일, 누카다에서 모리야마로 전봉되어 모리야마 번주가 되었다. 1739년, 오와리번의 도쿠가와 무네하루에게 칩거 명령을 전달하는 사자 역할을 담당했고, 1743년 음력 10월 28일, 셋째 아들 요리히로에게 번주직을 물려주고 은거한 뒤, 이듬해에 81세의 나이로 사망하였다.
|  | 제1대 모리야마번 번주 1700년 ~ 1743년 | 후임 마쓰다이라 요리히로 |